# Бараган
 Тази статия е за степта.  За селото вижте Детелина (област Бургас).  
Бараган (на румънски: Câmpia Bărăganului) се нарича източната степна част на Мунтения. Регионът е известен с черноземната си почва, богата на хумус. Използва се главно за отглеждане на зърнени култури.